# Pavel Jakovlev
Pavel Vladimirovič Jakovlev (in russo Павел Владимирович Яковлев?; traslitterazione anglosassone: Pavel Vladimirovich Yakovlev; Ljubercy, 7 aprile 1991) è un calciatore russo, attaccante del Broke Boys Mosca.